# 山内景秋
山内 景秋（やまうち かげあき）は、戦国時代の武将。越前朝倉氏第11代当主朝倉義景家臣。

## 経歴・人物
足羽郡角原館主。永禄12年（1569年）長泉寺西泉坊に今立郡橋立村の土地を寄進。天正元年（1573年）8月、一乗谷城の戦いにて朝倉義景に従い、織田信長勢の追撃を受け討死した。